# Sistem asteroidal

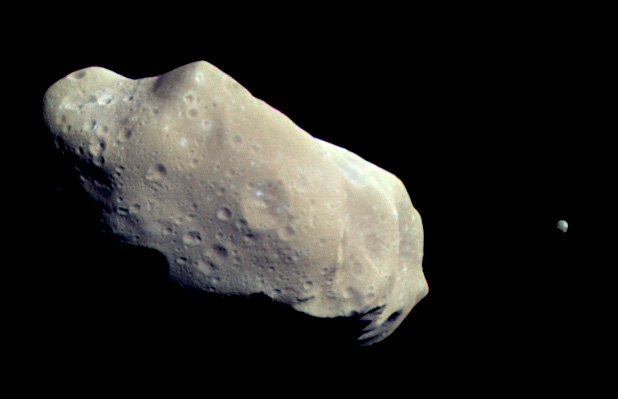
243 Ida, fotografiat, survolat fiind, de sonda spațială Galileo, în 1993, este primul asteroid binar observat. În dreapta asteroidului 243 Ida, se poate observa imaginea satelitului său, Dactyl.

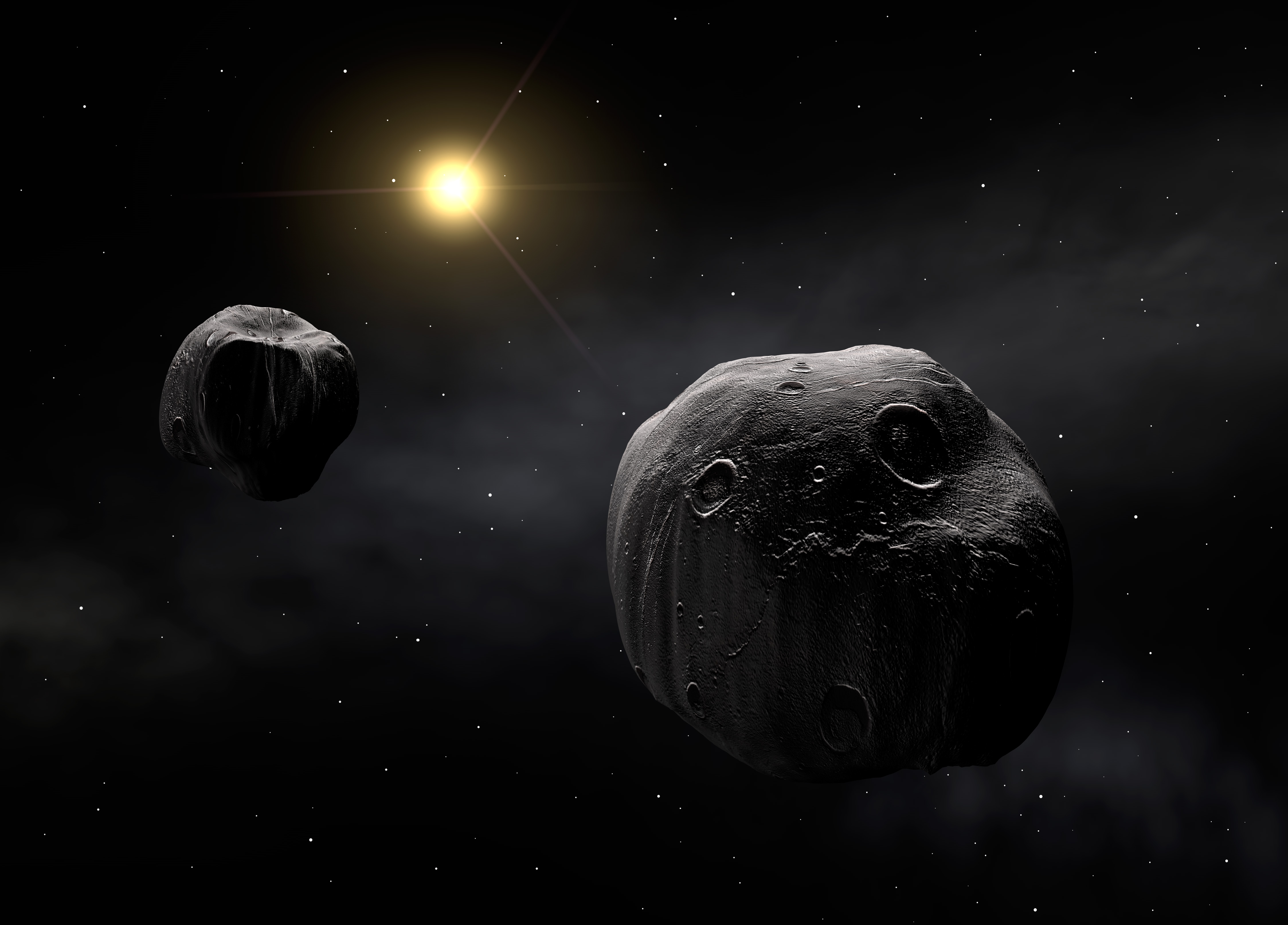
90 Antiope (vedere artistică)

Un sistem asteroidal este un ansamblu de cel puțin doi asteroizi care gravitează împreună în jurul centrului lor de masă comun, într-un mod analog stelelor multiple. Acest tip de formație, în particular asteroizii binari, este relativ frecvent în Sistemul Solar, însă durata lor de viață este în general limitată. Diferinte mecanisme de formare au fost identificate pentru asteroizii binari: captura asteroidului minor pentru majoritatea obiectelor transneptuniene, captură a rămășițelor generate de o coliziune pentru centura principală și agregare prin efectul YORP al rămășițelor ejectate de către forțelor legate de viteza de rotație a asteroidului pentru asteroizii care intersectează orbita Pământului. Primul sistem asteroidal, 243 Ida, a fost observat în 1993 de sonda spațială Galileo. 158 de sisteme de asteroizi au fost observate până la 1 ianuarie 2014 în Sistemul nostru Solar, dintre care vreo zece sisteme triple.

## Asteroizi binari
Asteroizii binari constituie tipul cel mai curent de sisteme asteroidale: ele desemnează un sistem de doi asteroizi care gravitează unul în jurul celuilalt. 90 Antiope este un exemplu de asteroid binar. 243 Ida a fost primul asteroid binar observat in situ de către sonda spațială Galileo în timpul trecerii sale spre Jupiter. De atunci au fost detectați numeroși asteroizi binari.
Când cele două obiecte sunt de talii similare, uneori se vorbește de „companioni binari” sau de „asteroizi dubli”. Un exemplu de asteroid dublu este perechea care formează sistemul 90 Antiope. Sistemul de asteroizi binari formați dintr-un satelit mult mai mic decât obiectul primar / principal, care satelit este denumit satelit minor, sunt relativ comuni. Aceștia din urmă sunt uneori denumiți „(sisteme de) asteroizi cu mare raport al taliei”. 

## Caracteristici ale sistemelor binare
Caracteristicile comparate ale asteroidului major și minor ale sistemelor binare diferă mult după sistemul în care circulă.
| Tipul de asteroid binar                       | Talia medie asterod major/minor (ratio) | Distanța medie între minor și major (razele asteroidului major) | Asteroizi binari (proporție) | Alte caracteristici                                       |
| --------------------------------------------- | --------------------------------------- | --------------------------------------------------------------- | ---------------------------- | --------------------------------------------------------- |
| Asteroid care intersectează orbita Pământului | 4,3                                     | 4,9                                                             | 15%                          | Primar mic, sferic/aplatizat la poli și în rotație rapidă |
| Centura de asteroizi și troian al lui Jupiter | 7,4                                     | 12                                                              | 2 la 3%                      | Ratio a taliei poate merge până la 90                     |
| Obiect transneptunian                         | 2,1                                     | 140                                                             | 10 la 30%                    | Ratio a taliei mediane este de 44.                        |

## Mecanisme de formare ale asteroizilor binari
Având în vedere diferențele observate în caracteristicile lor fizice și parametrii orbitali, au fost identificate trei mecanisme principale de formare a sistemelor binare:
- captarea asteroidului minor de către asteroidul major necesită disiparea unei părți din energia orbitală a obiectului capturat pentru a-i reduce viteza. Acest lucru necesită un al treilea corp sau roi de corpuri, adică o densitate de asteroizi mult mai mare decât cea văzută astăzi. Asteroizii binari de acest tip trebuie să se fi format cu mult timp în urmă, ceea ce îi exclude pe cei care circulă în centura de asteroizi, care au o durată de viață relativ scurtă în comparație cu vârsta Sistemului Solar deoarece sunt victime ale fenomenelor de coliziune, ejecție și explozie în special. Prin urmare, acest mecanism se referă doar la obiectele transneptuniene a căror formare este mai veche;
- captarea resturilor generate de o coliziune cu obiectul cel mai masiv, care rămâne, este scenariul de formare privilegiat pentru cele mai importante sisteme binare din centura principală de asteroizi;
- agregarea de către efectul YORP a resturilor ejectate de forțe legate de viteza de rotație a asteroidului este scenariul preferat de astronomi pentru asteroizii care intersectează orbita Pământului. Pentru a se produce ejecția prin forțe de rotație, principalul trebuie să fie de tip aglomerat slab, ceea ce corespunde multor observații.

## Recensământ
La data de 1 ianuarie 2014, astronomii  au identificat 158 de sisteme de asteroizi în Sistemul Solar folosind mai multe metode, inclusiv observarea directă, variații ale curbei de lumină sau reflexiei radar :
- 48 dintre care 2 tripli sunt asteroizi din apropierea Pământului a căror orbită se intersectează cu cea a Pământului;
- 19 dintre care unul triplu circulă pe o orbită care o intersectează pe cea a lui Marte;
- 93 dintre care 5 tripli fac parte din centura de asteroizi;
- 4 sunt asteroizi troieni ai lui Jupiter;
- 78, incluzând 2 tripli precum și Pluto cu cei 5 sateliți ai săi, sunt obiecte transneptuniene.